# لاري بلات
لاري بلات (بالإنجليزية: Larry Platt)‏ هو موسيقي أمريكي، ولد في 27 أغسطس 1947.

## وصلات خارجية
- لاري بلات على موقع ميوزك برينز (الإنجليزية)